# Łomnica (Nowy Tomyśl)
Pour les articles homonymes, voir Łomnica.
Łomnica (prononciation : [wɔmˈnit͡sa]) est un village polonais de la gmina de Zbąszyń dans le powiat de Nowy Tomyśl de la voïvodie de Grande-Pologne dans le centre-ouest de la Pologne.
Il se situe à environ 8 kilomètres au nord-est de Zbąszyń (siège de la gmina), à 11 kilomètres à l'ouest de Nowy Tomyśl (siège du powiat) et à 65 kilomètres à l'ouest de Poznań (capitale régionale).

## Histoire
De 1815 à 1945, Lomnitz fait partie de l'arrondissement de Meseritz dans le district de Posen au sein de la province de Posnanie.
De 1975 à 1998, le village faisait partie du territoire de la voïvodie de Zielona Góra.

Depuis 1999, Łomnica est situé dans la voïvodie de Grande-Pologne.